# Mercedes-Benz E-klasse
Mercedes-Benz E-klasse er en bilserie fra Mercedes-Benz. Serien blev introduceret med det andet store facelift af W124 i 1993 (W124 kom på markedet første gang i 1985) og den samtidige omlægning af modelbetegnelserne, hvor Mercedes-Benz begyndte at betegne øvre mellemklassebiler som E-klasse. Det betød at f.eks. 200 E (benzin) og 200 D (diesel) blev til hhv. E 200 og E 200 Diesel. E'et står for "Executive".. 
Der er indtil videre fremstillet fem forskellige modelserier:
- Type W124 (1993−1995)
- Type W210 (1995−2002)
- Type W211 (2002−2009)
- Type W212 (2009-2016)
- Type W213 (2016-?)